# Lauren Greenfield
Pour les articles homonymes, voir Greenfield.
Lauren Greenfield est une photographe et réalisatrice américaine née à Boston en 1966.

## Biographie
Lauren Greenfield est née en 1966 dans une famille juive et a grandi a Los Angeles en Californie.
Elle est diplômée d'Harvard en 1987. Ses photographies ont été publiées par The New York Times Magazine, The New Yorker, Harper's Bazaar, Harper's, Time, Life, National Geographic, Stern, American Photo, The London Sunday Times Magazine, Polka Magazine, etc.
Son premier livre, Fast Forward: Growing Up in the Shadow of Hollywood (1997), est devenu rapidement un best-seller. Son second livre, Girl Culture (2002) est lui aussi exceptionnel. Lauren Greenfield a fait partie de l'agence « VII » jusqu'en 2008 et réalise de très nombreux reportages.
En 2006, son film Thin et le livre éponyme traitent de l'anorexie. Ce documentaire a reçu de nombreuses récompenses. En 2007, elle a réalisé le film Kids + Money. En 2012, son film, The Queen of Versailles obtient le prix du meilleur documentaire au Sundance Festival.

## Filmographie
- 2006 : Thin.
- 2008 : Kids + Money.
- 2010 : Fashion Show (court métrage).
- 2012 : The Queen of Versailles.
- 2012 : Beauty CULTure (court métrage).
- 2012 : Best Night Ever  (court métrage).
- 2015 : Magic City  (court métrage).
- 2018 : Generation Wealth[1].
- 2019 : The Kingmaker (en)

## Récompenses
The Queen of Versailles
- Festival de Sundance 2012 : Prix du meilleur réalisateur américain
- Festival international du film de Brisbane 2012 :  Grand prix du jury
- Women Film Critics Circle Awards 2012 : Meilleur film documentaire